# فن سانتریفوژ

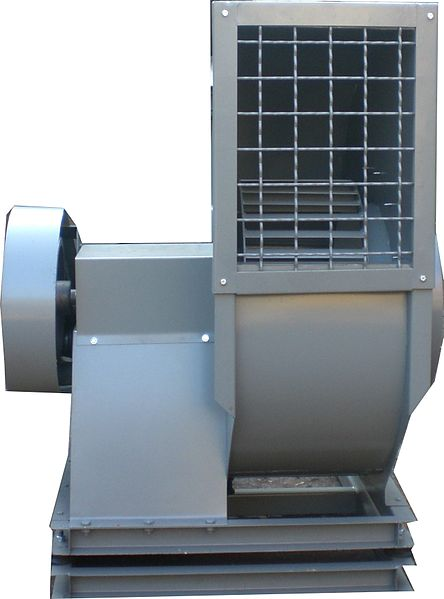
تصویر فن سانتریفوژ

فن سانتریفوژ یا هواکش سانتریفوژ به فنی گفته می‌شود که جریان گاز در آن به‌وسیله نیروی گریز از مرکز جابجا شود.
فن‌های سانتریفوژ یا گریز از مرکز هوا را در جهت عمود بر محور گردش پروانه تخلیه می‌کنند. به عنوان یک قانون کلی این نوع فن در سیستم‌های کانال کشی شده با فشار بالا کاربرد دارد. هوای ورودی به موازات محور گردش پروانه وارد فن شده و با حرکت شعاعی به سمت پیرامون پروانه و نوک بالک‌ها حرکت می‌کند. همزمان با این حرکت، جریان هوا مقداری انرژی جنبشی دریافت می‌کند که افزایش فشار استاتیک را همزمان با آهسته شدن حرکت جریان هوا قبل از ورود به مسیر تخلیه را در پی دارد. فن‌های سانتریفوژ قابلیت عملکرد در مکان‌هایی که جریان هوا کثیف و دارای ناخالصی است یا دارای دمای بالا می‌باشند را دارند. اما مهمترین ویژگی این فنها توانایی آنها در غلبه بر افت فشار استاتیک بالا در سیستم‌های کانال کشی شده می‌باشد.

## اجزاء ساختاری

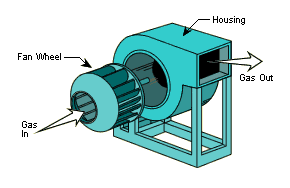
ساختار فن سانتریفوژ

فن‌های سانتریفوژ از قسمت‌های زیر تشکیل یافته‌اند:
1. حلزونی که پروانه داخل آن قرار می‌گیرد.[۵]
2. پروانه که قسمت اصلی هواکش می‌باشد و وظیفه به جریان‌انداختن هوا را به‌عهده دارد. پروانه فن‌های سانتریفوژ عموماً به سه دسته طبقه‌بندی می‌شوند
3. الکتروموتور که به عنوان نیروی محرک پروانه عمل‌می‌کند.
4. صفحه برشی صفحه‌ای که در قسمت دهانه خروجی هواکش قرارگرفته و از بازگشت هوای تخلیه‌شده به داخل حلزونی جلوگیری می‌کند.
5. قیفی که در قسمت دهانه ورودی هواکش قرار می‌گیرد و جهت افزایش بازدهی فن به‌کار می‌رود.

## انواع

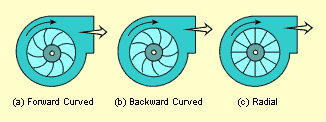
انواع فن‌های سانتریفوژ

فن‌های سانتریفوژ با توجه به نوع پروانه به‌کار رفته درآنها به سه دسته تقسیم می‌شوند:

### فن‌های سانتریفوژ با پروانه خم به جلو (فوروارد)
در این نوع پره‌ها رو به جلو و در جهت چرخش پروانه می‌باشد. تعداد پره‌های آن در مقایسه با پروانه‌های خم به عقب و شعاعی بیشتر می‌باشد. توان واقعی در این فن‌ها به‌علت ساختار پروانه آن، بیشتر از توان محاسبه شده برای فن‌ می‌باشد. فن‌های دارای این نوع پروانه بیشتر در صنایع تهویه مطبوع و تهویه در ساختمانها و برجهای اداری و مسکونی (که داری هوای تمیز است) به‌کار می‌رود.

### فن‌های سانتریفوژ با پروانه خم به عقب (بکوارد)
بازدهی این فن‌ها نسبت به فن‌های با پروانه خم به جلو بیشتر و دارای صدای کمتری می‌باشد و در آن توان واقعی با توان محاسباتی تقریباً برابر می‌باشد. پره‌ها در این نوع رو به عقب بوده و در خلاف جهت چرخش پروانه می‌باشد.

### فن‌های سانتریفوژ با پروانه شعاعی (رادیال)
این نوع فن‌ها نسبت به فن‌های ذکر شده در بالا، دارای کمترین بازده بوده اما کاربرد آنها بیشتر برای هوای کثیف و انتقال مواد می‌باشد.